# 许允 (蜀汉)
许允（2世纪—3世纪），蜀汉将领，为行前护军、偏将军、汉成亭侯。建兴九年（231年），与丞相诸葛亮等群臣联名上书弹劾中都护李平之罪，李平被免为庶民。
在罗贯中历史小说《三国演义》中，许允为前护军、偏将军、汉城亭侯，在诸葛亮第一次北伐时为诸葛亮所号令的诸将之一。